# Veliki panda
Veliki panda (lat. Ailuropoda melanoleuca), sisavac uobičajeno klasificiran u porodicu medvjeda, Ursidae, iz središnje i južne Kine. Istovremeno je i jedina vrsta roda Auliropoda. Veliki panda jedna je od najugroženijih životinja na Zemlji: otprilike 1600 panda živi u divljini, a oko 160 ih je u ustanovama kao što su zoološki vrtovi, prema podacima iz 2004. Glavninu prehrane čini mu bambus, ali može jesti i drugu hranu kao što je med.

## Općenito
Veliki panda živi u planinskim regijama poput Sečuana i Tibeta. Simbol je World Wildlife Funda (WWF). Jede lišće, živeći skoro uvijek na bambusu. Panda je poznat po tome što jede jaja, ponekad ribu, i neke kukce s bambusom. To su potrebni izvori bjelančevina.
Veliki pande su vrlo ugrožena vrsta. Ubiti pandu u Kini je bilo kažnjivo smrću do 1997., otkada je kazna 20 godina zatvora.

## Obilježja
Veliki panda dosegne veličinu od 120 do 150 cm, a rep je, kao i kod drugih medvjeda malen, dug samo oko 12 cm. Masa odrasle životinje kreće se od 75 do 160 kg. Građa tijela mu je kao kod drugih medvjeda, no potpuno odudara izraženo kontrastno crno-bijelo obojenim krznom.

## Obojenost
Temeljna boja njihova gustog, vunastog krzna je bijela, a noge su im crne. Crno krzno prednjih nogu produžava se preko ramena i tvori pojas oko prednjeg dijela tijela. Pored toga, crne su im uške i područje oko očiju, a ponekad i vršak repa.
Nije točno poznat razlog tako upadljive obojenosti panda. Kao mogući razlozi razmatraju se zastrašujuće djelovanje na neprijatelje, bolja termoregulacija ili bolje skrivanje.

#### Druga obilježja
Glava pande čini se krupnijom od glava drugih medvjeda zbog izraženije lične kosti i snažnije muskulature za žvakanje. Kao većina medvjeda, ima 42 zuba, ali su mu pretkutnjaci i kutnjaci veći i širi nego kod drugih vrsta ove porodice, što je prilagodba specifičnoj prehrani. Još jedna specifičnost vrste je i "lažni palac", izraslina kojom pridržava bambus dok jede. Penis velikog pande dug je oko 3 cm.

## Životni prostor
Veliki pande žive na području od još samo oko 5900 km2. To su gustom šumom obrasli suptropski obronci sjeveroistočnih brdovitih područja Kine. Ljeti žive na visinama između 2700 i 4000 metara nad morem, dok se zimi spuštaju na niža područja, oko 800 metara nadmorske visine. Klima njihovog životnog prostora generalno je vlažna s puno padalina, ljeta su svježa, a zime hladne. 

## Način života
Veliki pande žive prije svega na tlu, no dobro se penju i izvrsni su plivači. Za razliku od drugih medvjeda, ne mogu se uspraviti na stražnje noge. Jedu uglavnom sjedeći, tako da im prednje šape ostaju slobodne za dohvaćanje i držanje hrane. Aktivni su uglavnom u sumrak i noću, a danju spavaju u šupljim stablima, pukotinama u stijenama ili špiljama. 
Samotnjaci su. Teritorij ženki velik je oko 30 do 40 hektara, i brane ga od drugih ženki. Mužjaci su fleksibilniji i nemaju svoje teritorije. Često se preklapaju kako s teritorijem ženki, tako i s područjima drugih mužjaka. Usprkos tomu veliki pande se izbjegavaju. Na svojim lutanjima, obilježavaju stabla grebanjem i urinom.
Za razliku od drugih medvjeda, ne spavaju zimski san. Umjesto toga, zimi silaze u niža područja koja su u to vrijeme nešto toplija od njihovih ljetnih staništa (vidi članak djelomična selica).
Veliki pande su od svih medvjeda najizraženiji biljojedi, i usprkos uvriježenog mišljenja, ne hrane se isključivo bambusovim izdancima, iako im je to glavni izvor hrane. No, kako bambusi nisu bogati hranjivim tvarima, a pandin probavni sustav nije idealno prilagođen takvoj hrani, kako bi pokrili potrebu za hranjivom, moraju dnevno pojesti 10 do 20 kg bambusa. Pored bambusa, jedu i neke druge biljke (encijane, irise, vučac, vučji trn ili kustovnica, Lycium europaeum; šafrane) a u manjoj mjeri gusjenice i malene kralježnjake.
Probavni sustav velikih panda pokazuju, iako ne idealno, neke prilagodbe njihovoj pretežno biljnoj hrani. Jednjak im je prevučen rožnatim slojem, želudac ima debele stijenke i podsjeća na mišićavi želudac ptica. Površina debelog crijeva im je dosta veća od one drugih medvjeda, a nemaju slijepo crijevo.

## Razmnožavanje
Razdoblje parenja velikih panda je od ožujka do svibnja. Inače samotnjačke životinje, u to vrijeme se sreću u parovima. Pri tome može doći do borbi između mužjaka oko prava na parenje. Kao i kod drugih medvjeda i kod velikih pandi nidacija je odgođena.
Većina koćenja pada u kolovoz ili rujan, a veličina okota je jedno ili dva mladunca, rijetko tri. Novorođeni pande vrlo su sitni, teški su od 90 do najviše 130 grama.
Veliki panda ima neobičnu šaku, s palcem i 5 prstiju; palac je zapravo neka promijenjena kost. Veliki panda ima kratak rep, oko 15 cm dug. Udomljene jedinke mogu živjeti 20 – 30 godina.

## Drugi projekti
|  | Zajednički poslužitelj ima stranicu o temi Veliki panda |
|  | Wikivrste imaju podatke o taksonu Velikom pandi         |